# 古德爾
古德爾（Guder）是埃塞俄比亞奧羅米亞州西施瓦地區的小鎮，位於安博以西12公里，座標9°11′N 38°20′E / 9.183°N 38.333°E，海拔2,101米。根據埃塞俄比亞中央統計局2005年的人口普查資料，古德爾人口約17,084，其中男性8,272人，女性8,812人，86.96%居民信奉埃塞俄比亞正教會。